# Knut VI
Pour les articles homonymes, voir Knut.
Knut VI de Danemark, né en 1163 et mort le 12 novembre 1202, fut roi de Danemark de 1182 à 1202.

## Origine
Knud VI était le fils aîné de Valdemar Ier de Danemark et de Sophie de Polock, et le frère d'Ingeburge, épouse répudiée du roi de France Philippe Auguste. Il succède à son père comme roi et duc de Scleswig en 1182, il cède en 1191 ce dernier fief à son cadet Valdemar.

## Règne
Peu de temps après son avènement, il soumet la Scanie qui s'était révoltée sous la conduite d'Harald Skraenk 
(† 1183), fils de Oluf II de Danemark. 
En 1185, près de Cammin, il signe un traité avec Bogusław Ier duc de Poméranie qui cède les régions de Barth, Grimm, Trebus, Wostrona et le comté de Gützkow au prince Jaromar Ier de Rügen qui les tiendra en fief danois. La Poméranie lui abandonne de plus la ville de Wolgast, et s'engage à payer un tribut de 300 marks, à ne plus faire la guerre contre le royaume de Danemark et à livrer des otages. La même année, Knut VI conclut un accord avec les deux princes de Mecklembourg Niklot II et Henri Borwin Ier qui se reconnaissaient ses vassaux et tenir leurs états en fief danois. Ils donnent eux aussi 24 otages dont un fils de Burwin qui cède à son frère la cité de Rostock. [réf. nécessaire].
En 1193, un traité de paix est signé avec le comte Adolphe III de Holstein qui s'engage à verser 1 400 marks au roi de Danemark et lui promet de ne plus soutenir les revendications au trône de l'évêque Valdemar Knutsen de Schleswig. Ce traité est complété en mai 1200 par un second qui prévoit la cession de Randburg par le Holstein. 
Après avoir soumis le Mecklembourg, l'ancien pays des anciens Wendes, le Holstein, Knut VI mène également des expéditions en Finlande en 1191 et 1202, ainsi qu'en Estonie en 1194 et 1197. Son règne fut pour le Danemark une époque de puissance et de prospérité. À la suite de ses conquêtes, il prit le titre de « Rex Vandalorum » (en danois : Vendernes Konge), que les rois de Danemark ont conservé depuis. Il doit également consacrer son énergie et son temps à tenter d'obtenir la libération de sa sœur Ingeburge, épouse de Philippe Auguste, incarcérée à la fin de l'année 1193 en France, en plaidant sa cause auprès du Pape.

## Union
Knut V est d'abord fiancé en 1167 à Richenza, fille cadette d'Henri le Lion et de sa première épouse Clémence de Zähringen mais elle meurt l'année suivante. Il épouse alors en 1177 sa sœur aînée Gertrude de Saxe ou de Bavière, veuve du duc Frédéric IV de Souabe. Il n'en eut pas d'enfant.

## Sources
- Notices d'autorité :   - VIAF
  - GND

Cet article comprend des extraits du Dictionnaire Bouillet. Il est possible de supprimer cette indication, si le texte reflète le savoir actuel sur ce thème, si les sources sont citées, s'il satisfait aux exigences linguistiques actuelles et s'il ne contient pas de propos qui vont à l'encontre des règles de neutralité de Wikipédia.
- Lucien Musset, Les Peuples scandinaves au Moyen Âge, Paris, Presses universitaires de France, 1951, 342 p. (OCLC 3005644).
- (da) Dansk biografisk Lexikon / IX. Bind. Jyde - Køtschau Knud Valdemarsen p. 264-266.